# Soho Party
A Soho Party magyar könnyűzenei együttes. Legnagyobb slágereik: a Kéz a kézben, Nem számít a pénz, Dilis a lány, Gyere táncolj!, a Szállj!, Az éjjel soha nem érhet véget és a KFT-feldolgozás, a Balatoni nyár.
Az együttes 1989-ben alakult, Budapesten. Az eredeti felállásban hárman voltak: Náksi Attila, Dömötör Sándor és Artin. Náksi és Dömötör zeneiskolát végeztek, Náksi 6 évig trombitált, Döme 12 évig zongorázott Kovács Magda zeneiskolájában. Első énekesük Artin volt a G-Play együttesből.
Kezdeti próbálkozások után 1993-ban Dömötör és Náksi újjáalakították az együttest, és a csapat állandó vokálosa Betty Love lett. Az énekesnő az állandó munkakapcsolat ellenére nem lett a Soho Party tagja, mindegyik lemez Soho Party feat. Betty Love felirattal jelent meg, és lemezborítókon a Discovery-ig csak Dömötör és Náksi szerepelt. Ezzel az új felállással mutatták be az Animal Cannibals szövegére íródott Miért nincs nyáron hó? című dalt, amely felkerült az FLM albumára is.
1995-ben felléptek a Total Dance fesztiválon. Az együttes összesen 5 nagylemezt adott ki, melyek után 1998-ban feloszlott.
Betty Love szólókarrierbe kezdett, Náksi Attila lemezlovas lett, majd megalapította saját lemezkiadó cégét a Oxigen Music-ot. Dömötör Sándor pedig 2003-ban Kürti Csabával megalakította a Gelka nevű együttest. A jó viszony továbbra is megmaradt az együttes tagjai között, Náksi Attila segített Betty Love-nak a szólólemeze elkészítésében. Búcsúkoncertjüket 1999 januárjában a Sote-klubban tartották. A 2016-os foci Európa bajnokság idején, amikor a magyar válogatott hosszú idők után újra kijutott egy világversenyre, az együttes legnépszerűbb dala ismét felkapott lett és újra reflektorfénybe került az együttes. 2019-ben a Puskás Aréna avatóján újra felléptek Az éjjel soha nem ér véget sikere okán.

## Albumok
- 1994 –	Pizza...! (BMG)
- 1995 –	Szállj! (BMG)
- 1996 –	Remix Album (BMG)
- 1997 –	Discovery (BMG)
- 1998 – Best Of Collection 1993–1998 (BMG)

### Kislemezek
| Év   | Dal                        | Album                        |
| ---- | -------------------------- | ---------------------------- |
| 1994 | Gyere, táncolj!            | Pizza...!                    |
| 1994 | Baby, nem kell más!        | Pizza...!                    |
| 1995 | Szállj!                    | Szállj!                      |
| 1995 | Hiányzol                   | Szállj!                      |
| 1996 | Álom                       | Remix Album                  |
| 1997 | Kéz a kézben               | Discovery                    |
| 1997 | Nem számít                 | Discovery                    |
| 1998 | Az éjjel soha nem ér véget | Best Of Collection 1993–1998 |